# Will Power
Pour les articles homonymes, voir Power.
Pour l'album de Joe Jackson, voir Will Power (album de Joe Jackson).
Pour l'album de will.i.am, voir willpower.
Will Power, né le 1er mars 1981 à Toowoomba (Australie), est un pilote automobile australien. Il évolue depuis 2008 dans le championnat américain IndyCar Series, où il est sacré champion en 2014 et 2022. Il a également remporté les 500 miles d'Indianapolis 2018.

## Biographie

### Les débuts
Vainqueur du championnat de Formule Holden en 2002 (équivalent australien de la Formule 3000), Will Power rejoint l'Europe en 2003, d'abord dans le championnat britannique de Formule 3, puis dans le championnat de World Series by Renault en 2005. Malgré plusieurs succès, et malgré un test en Formule 1 fin 2004 sur une Minardi à l'initiative de son compatriote Paul Stoddart, les portes de la discipline reine restent closes pour l'espoir australien,.

### ChampCar
Fin 2005, il est invité par l'écurie de Champ Car Team Australia à disputer l'avant-dernière manche de la saison en Australie dans les rues de Surfers Paradise. Malgré un abandon, le niveau de compétitivité de Power impressionne et lui vaut d'être reconduit pour la manche suivante au Mexique, et de décrocher un contrat à temps plein pour la saison 2006. Au sein d'une écurie qui n'est pas réputée pour être l'une des meilleures du plateau, Power multiplie les coups d'éclat en qualifications, et fait preuve d'une belle régularité en course, récompensée en fin d'année par un podium à Mexico. Sixième du classement final du championnat 2006, il est récompensé par le titre de meilleur débutant de l'année.
En 2007, le changement de règlementation technique permet une redistribution des cartes et au Team Australia de se positionner comme un outsider crédible au championnat, ce que confirme Will Power en dominant la manche d'ouverture du championnat dans les rues de Las Vegas. Il remportera également le Grand Prix de Toronto au mois de juillet, pour finalement terminer quatrième du championnat, étant lice pour la deuxième place du championnat jusqu'à la dernière épreuve.

### IndyCar Series

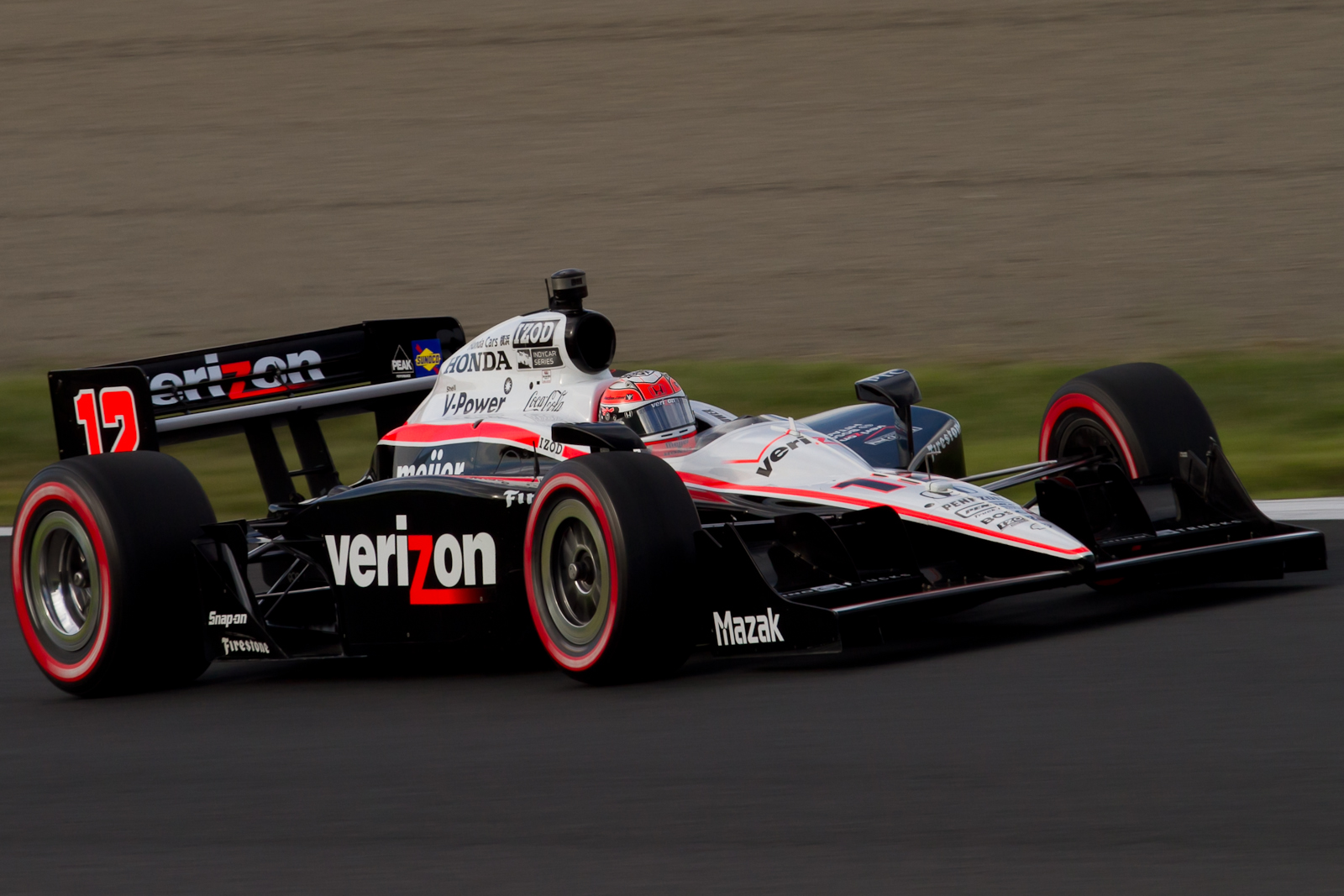
Will Power en 2011 à l'Indy Japan 300.

En 2008, pour le compte du KV Racing, il rejoint les rangs de l'IndyCar Series après l'absorption du ChampCar par ce championnat. Il va néanmoins remporter la dernière course officielle du Champ Car en début de saison, à Long Beach. Il va conclure sa première saison en douzième place du championnat, avec une quatrième place à Nashville comme meilleur résultat de la saison.
En 2009, il est retenu par le Team Penske pour disputer la première manche du championnat sur la Dallara / Honda numéro 3, en remplacement du pilote titulaire Hélio Castroneves, alors impliqué dans une affaire de fraude fiscale, course qu'il termine à une encourageante sixième place. Si Castroneves récupère son volant dès la course suivante à Long Beach, Roger Penske décide cependant d'engager une troisième voiture pour le pilote australien. En dépit d'un programme réduit, il ne tarde pas à se mettre en évidence. Sur un circuit qu'il connaît bien, Power signe la pole et termine second juste derrière Dario Franchitti. Il termine cinquième lors des 500 miles d'Indianapolis, puis troisième sur le circuit urbain de Toronto avant de s'imposer à Edmonton, remportant ainsi son premier succès en IndyCar. Sa saison se termine de manière prématurée à la suite d'un accident survenu aux essais lors du Grand Prix de Sonoma.
En 2010, les trois pilotes du Team Penske sont reconduits : outre Castroneves, Will Power fait également équipe avec son compatriote Ryan Briscoe. Vainqueur des deux premières manches disputées à Sao Paulo et Saint-Pétersbourg, Power s'affirme rapidement comme le pilote de pointe de l'équipe. Il s'impose également à Watkins Glen, Toronto et Sonoma et aborde la dernière course en tête du championnat avec 11 points d'avance sur le tenant du titre Dario Franchitti. Le duel entre les deux pilotes tourne court puisque Power heurte le mur en course, permettant ainsi à l'Écossais de s'imposer de cinq petits points.
Le scénario se répète en 2011. Très rapide aux essais avec huit pole-positions, Power remporte six courses (Albama, Sao Paulo, Texas, Edmonton, Sonoma et Baltimore) mais se présente lors de la dernière manche avec dix-huit points de retard sur son grand rival Dario Franchitti qui ne s'est imposé, lui, que quatre fois. La course, disputée sur l'ovale de Las Vegas, est marquée par un gigantesque carambolage impliquant plusieurs pilotes et qui coûtera la vie au pilote britannique Dan Wheldon. Également impliqué, Power s'en sortira finalement avec quelques douleurs au dos.
En 2017, il remporte le Grand Prix automobile d'Indianapolis, disputé sur le tracé routier de l'Indianapolis Motor Speedway.

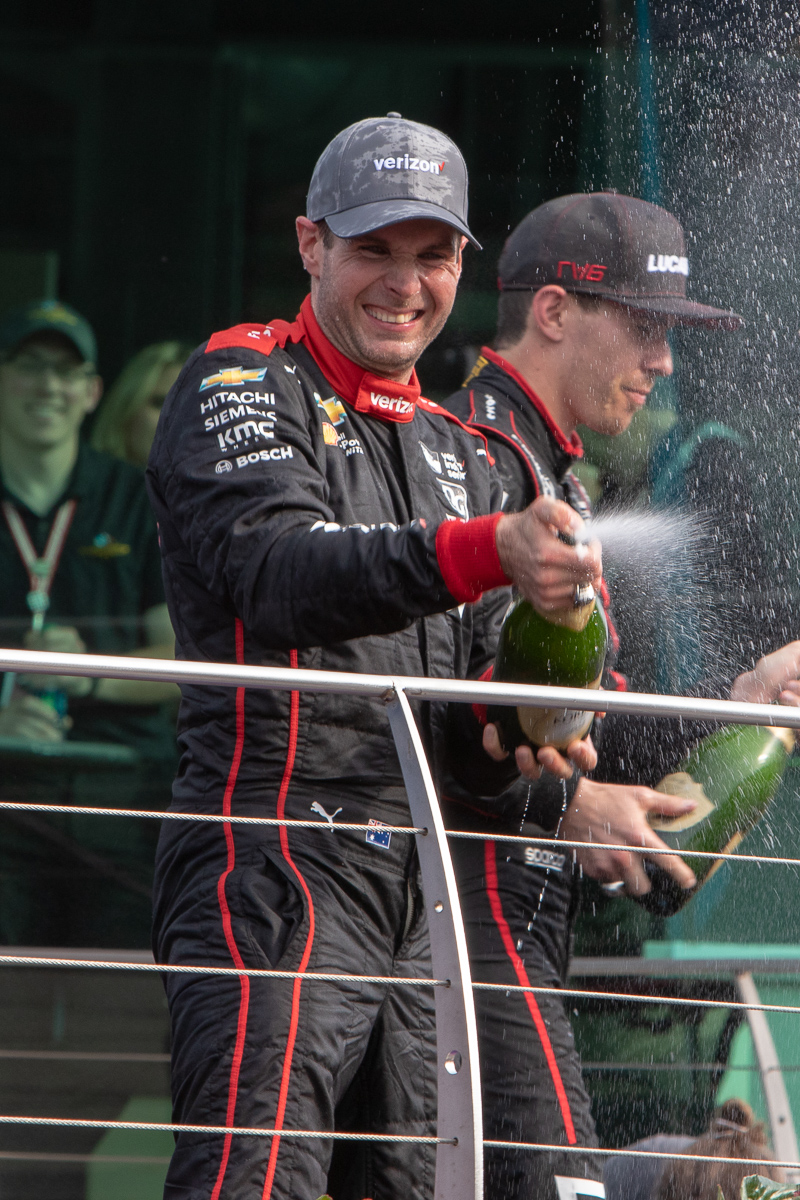
Will Power, vainqueur des 500 miles d'Indianapolis 2018.

En 2018, il s'impose lors du Grand Prix automobile d'Indianapolis, disputé sur le tracé routier de l'Indianapolis Motor Speedway, sa troisième victoire sur cette épreuve, avant de s'imposer lors des 500 miles d'Indianapolis, devant Ed Carpenter et Scott Dixon. Il termine au troisième rang du classement général des IndyCar Series, derrière Scott Dixon et Alexander Rossi.

### Palmarès
- 2006 : Champ Car (Team Australia), 6e du championnat avec 0 victoire, 1 podium, 1 pole position.
- 2007 : Champ Car (Team Australia), 4e du championnat avec 2 victoires, 5 podiums, 5 pole positions
- 2008 : Champ Car (KV Racing), 1 victoire,
  - IndyCar Series (KV Racing), 12e du championnat
- 2009 : IndyCar Series (Penske Racing), 19e du championnat avec 1 victoire, 4 podiums, 3 pole positions
- 2010 : IndyCar Series (Penske Racing), 2e du championnat avec 5 victoires, 9 podiums, 8 pole positions
- 2011 : IndyCar Series (Penske Racing), 2e du championnat avec 6 victoires, 9 podiums, 8 pole positions
- 2012 : IndyCar Series (Penske Racing), 2e du championnat avec 3 victoires, 6 podiums, 5 pole positions
- 2013 : IndyCar Series (Penske Racing), 4e du championnat avec 3 victoires, 4 podiums, 2 pole positions
- 2014 : IndyCar Series (Penske Racing), 1er du championnat avec 3 victoires, 7 podiums, 4 pole positions
- 2015 : IndyCar Series (Penske Racing), 3e du championnat avec 1 victoire, 3 podiums, 6 pole positions
- 2016 : IndyCar Series (Penske Racing), 2e du championnat avec 4 victoires, 7 podiums, 1 pole positions[7]
- 2017 : IndyCar Series (Penske Racing), 5e du championnat avec 3 victoires, 7 podiums, 6 pole positions
- 2018 : IndyCar Series (Penske Racing), 3e du championnat avec 3 victoires, 8 podiums, 4 pole positions
- 2019 : IndyCar Series (Penske Racing), 5e du championnat avec 2 victoires, 6 podiums, 3 pole positions

## Résultats aux 500 miles d'Indianapolis
| Année | Châssis | Moteur    | Départ | Arrivée | Équipe        |
| ----- | ------- | --------- | ------ | ------- | ------------- |
| 2008  | Dallara | Honda     | 23     | 13      | KV Racing     |
| 2009  | Dallara | Honda     | 9      | 5       | Penske Racing |
| 2010  | Dallara | Honda     | 2      | 8       | Penske Racing |
| 2011  | Dallara | Honda     | 5      | 14      | Penske Racing |
| 2012  | Dallara | Chevrolet | 5      | 28      | Team Penske   |
| 2013  | Dallara | Chevrolet | 6      | 19      | Team Penske   |
| 2014  | Dallara | Chevrolet | 3      | 8       | Team Penske   |
| 2015  | Dallara | Chevrolet | 2      | 2       | Team Penske   |
| 2016  | Dallara | Chevrolet | 6      | 10      | Team Penske   |
| 2017  | Dallara | Chevrolet | 6      | 23      | Team Penske   |
| 2018  | Dallara | Chevrolet | 3      | 1       | Team Penske   |
| 2019  | Dallara | Chevrolet | 6      | 5       | Team Penske   |

## notes et références
1. ↑  (en) Will Power to test for Minardi team , www.thechronicle.com.au, 5 novembre 2004.
2. ↑  (en) Minardi Misano test notes 2004-11-23, www.motorsport.com, 29 novembre 2004.
3. ↑  « Will Power remporte le GP d’Indianapolis », sur autohebdo.fr, 14 mai 2017.
4. ↑  « IndyCar : Will Power remporte le Grand Prix d'Indianapolis », sur lequipe.fr, 3 mai 2018.
5. ↑  « Will Power remporte les 500 miles d'Indianapolis », sur autohebdo.fr, 27 mai 2018.
6. ↑  « Scott Dixon sacré champion pour la 5e fois », sur lequipe.fr, 17 septembre 2018.
7. ↑  Power réalise une deuxième pole, lors de la première course, mais, malade, ne participe pas à la course.